# Гражданская война в Эквадоре (1913—1914)
Гражданская война в Эквадоре, или Революция Кончи (исп. Guerra de Concha), — гражданская война, которая велась в Эквадоре в 1910-х годах. Сторонники убитого лидера либералов Элоя Альфаро сражались в провинции Эсмеральдас против правительственных войск президента Леонидаса Пласы. 

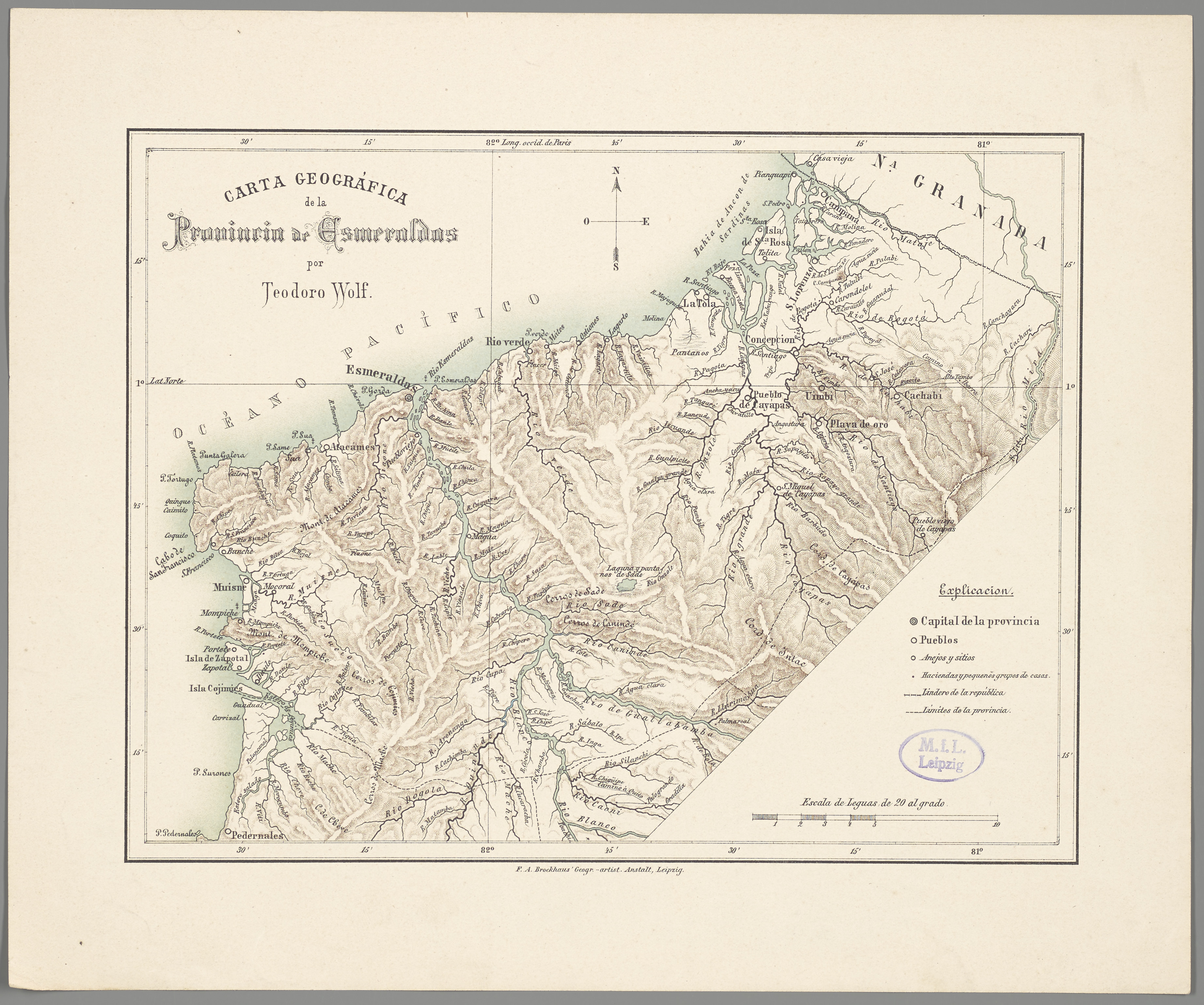
Карта провинции Эсмеральдас

Гражданская война стала результатом убийства в Кито 28 января 1912 года либерального эквадорского лидера Элоя Альфаро. Карлос Конча Торрес, радикальный сторонник Альфаро, бывший губернатор провинции Эсмеральдас, стал готовить заговор против режима Леонидаса Пласы.
На севере Эквадора, в провинции Эсмеральдас, многие, особенно негры, были сторонниками либерального дела, поэтому Конча сумел организовать повстанческий отряд, с которым на рассвете 24 сентября 1913 года атаковал казармы правительственных войск в столице провинции. Несмотря на первую неудачу, в результате последовавших боёв Конча разбил посланные против него правительственные войска при Эль-Гуаябо (12 декабря) и в городе Чинка (14 декабря), когда повстанцы заставили капитулировать противника и захватили 800 винтовок и 2 пушки. 16 декабря Конча триумфально вошел в город Эсмеральдас, командуя 700 бойцами, организованными в пять колонн.
В течение четырёх месяцев правительственные войска тщетно пытались выбить повстанцев из Эсмеральдаса. 10 февраля 1914 года город подвергся обстрелу с канонерской лодки «Котопахи», в результате пострадали мирные жители, были разрушены здания и возник пожар. Прибывший к Эсмеральдасу президент Пласа лично возглавил войска, и 5 марта правительственные силы при поддержке артиллерии с кораблей начали штурм города. 11 марта повстанцы покинули Эсмеральдас. Колонна противника, высадившаяся с кораблей и продвигавшаяся вдоль берега к Эстеро-де-Камаронес, была застигнута врасплох и уничтожена повстанцами 12 апреля. Её остатки беспорядочно отступили к кораблям. 15 мая повстанцы отбили асьенду «Ла Пропиция», расположенную рядом с Эсмеральдасом и принадлежавшую семье Конча. Президент Пласа укрылся на «Котопахи» и на следующий день отбыл в Кито, оставив приказ своим войскам сопротивляться до конца в окружённом траншеями Эсмеральдасе. Вплоть до декабря 1914 года бойцы Кончи держали в блокаде столицу провинции.
Однако, несмотря на военные успехи, революция ограничилась провинцией Эсмеральдас, а правительство продолжало контролировать остальную территорию и столицу. Многие плохо вооруженные повстанцы и чернокожие мирные жители погибли от рук правительственных войск. Большая часть провинции была разорена. Постепенно повстанческое движение пошло на спад, и в конечном итоге правительству удалось восстановить контроль над провинцией. Сам Карлос Конча сопротивлялся до февраля 1915 года, когда был предательски захвачен в плен. Только 1 сентября 1916 года была обнародована всеобщая амнистия участникам революции.